# Kordofán

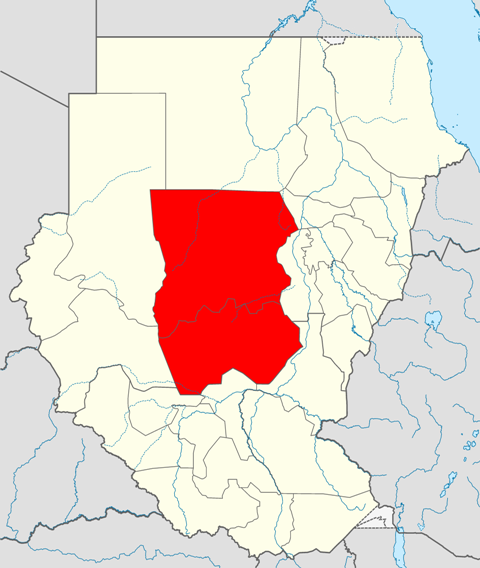
Kordofán na mapě Súdánu (před oddělením Jižního Súdánu)

Kordofán je historická oblast v Africe a jeden z pozdějších vilájetů Súdánu. Území Kordofánu v rámci dnešního administrativního členění odpovídá dvěma vilájetům: Jižnímu Kordofánu a Severnímu Kordofánu. Největším městem a historickým centrem je El Obeid.
Tradičním produktem oblasti je arabská guma. Kromě ní se zde pěstuje mimo jiné podzemnice olejná, bavlna a proso.

## Poloha
Rozloha celého Kordofánu je 376 145 čtverečních kilometrů a v roce 2000 na tomto území žilo podle odhadů přes 3,5 milionu obyvatel. S výjimkou pohoří Núba v jihovýchodní části má krajina charakter zvlněné pláně. Období dešťů zde trvá od června do září, po zbytek roku je země vyprahlá.

## Dějiny
Současné správní členění trvá od roku 2005, kdy byl zrušen Západní Kordofán a jeho území včleněno do Jižního Kordofánu a Severního Kordofánu. Celý Kordofán předtím fungoval jako jediná správní jednotka do roku 1994, kdy byl rozdělen na Jižní, Severní a Západní.